# 魯比肯鎮區 (密歇根州)
魯比肯鎮區（英語：Rubicon Township）是位於美國密歇根州休倫縣的一個行政鎮區。

## 地方資料
魯比肯鎮區的面積為61.50平方千米，當中陸地面積為61.50平方千米，而水域面積為0.00平方千米。根據2020年美國人口普查的數據，當地共有人口705人，而人口密度為每平方千米11.46人。